# 科学館

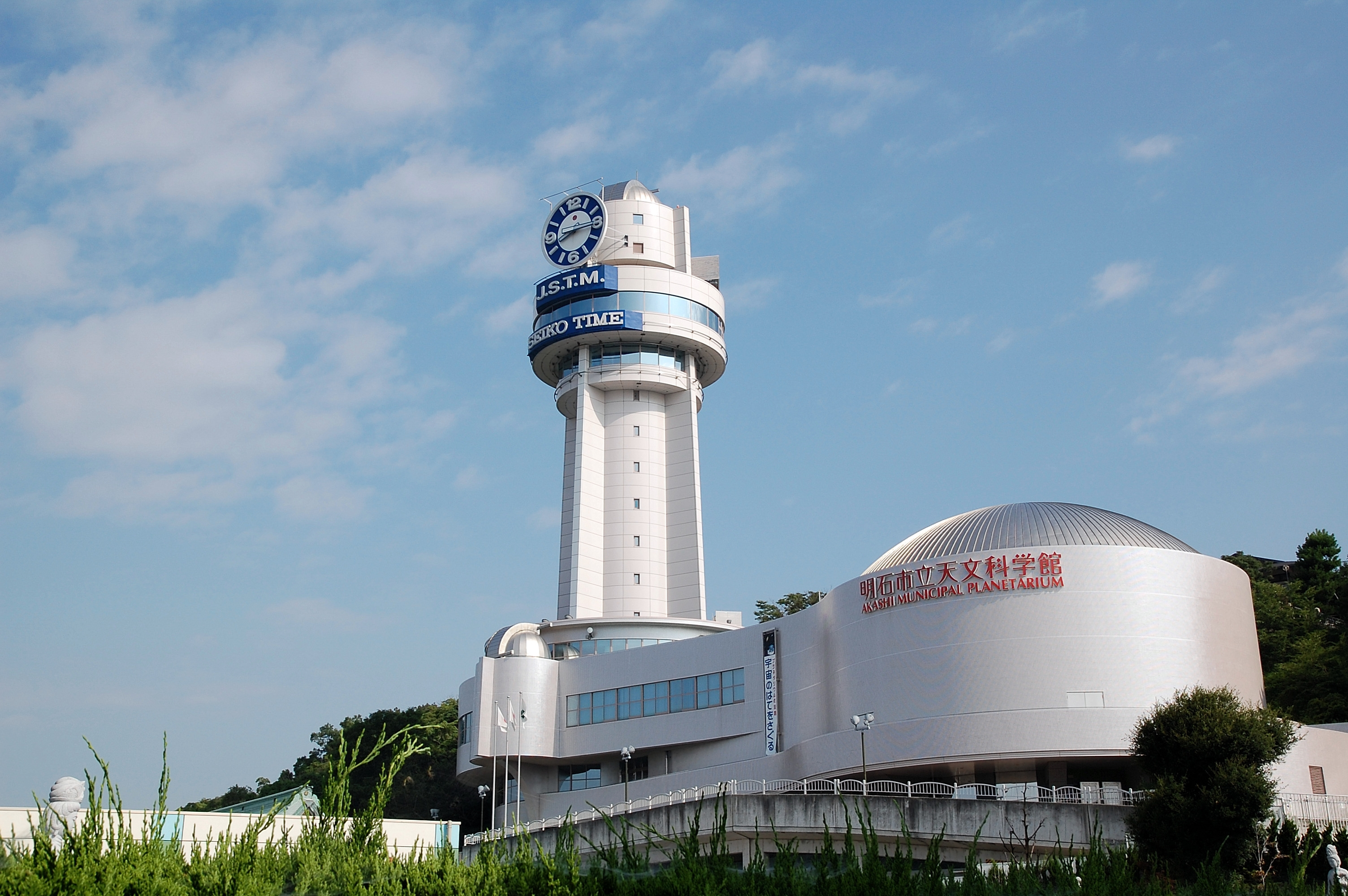
明石市立天文科学館
（兵庫県明石市）

科学館（かがくかん）とは、日本以外では一般に「科学博物館」と呼ばれ、科学一般に関連する展示を行う博物館である。
例えば、蒸気機関のしくみや、力学のモデル、化学物質の分子模型などを展示しているものもあれば、交通、通信、鉄道、産業技術に特化した科学館もあるし、子供のための理科、科学教育を主とするものも造られている。また、定期的に科学イベントも行われたりもする。

## 主な展示内容
展示内容は科学館によって様々であるが、総合的な科学館の場合には以下のような展示があることが多い。通常、各項目はテーマ別に展示される（例えば、下記の括弧内に示すような事柄がテーマになる）。
- （生き物） - 動物や昆虫・植物の剥製・標本
- （地学） - 地層・海岸・海底の模型、岩石・鉱物の標本
- （宇宙） - 太陽系や銀河系、星座、プラネタリウム
- （ミクロ） - 原子や分子
- （生物） - 細胞模型、DNA 模型
- （進化） - 恐竜など古生物の化石、進化の系統図
- （人間） - 人体模型
- （機械・情報機器） - 機械の仕組み、コンピュータ
- （エネルギー） - 発電所、自然エネルギー
- （環境） - 地球温暖化

日本に於いては展示テーマを以下のように絞った科学館も多い。
- （交通） - 船・自動車・鉄道・航空機
- （防災）- 地震・集中豪雨などの自然災害、火災
- （電機・電力） - 発電所、電化製品、オール電化、情報家電
- （ガス）

なお、どの科学館においても、本物を見せることは展示内容として重要視されている。子供科学館の中には、アメリカ、イギリスなどのチルドレンズ・ミュージアムを参考に「ハンズ・オン」（Hands on、触って体験して学ぶ）というスタイルをとるところもでてきている。

## 科学館の一覧

### ヨーロッパ

#### イギリス

##### イングランド
- ロンドン科学館 - ロンドン
サイエンスミュージアムとして知られる。大多数の科学館とは異なりサイエンスミュージアムは当初歴史博物館であり実演の展示は無かった。有名な展示物が多くあり、最初の蒸気機関やロバート・スチーブンソンのロケット号やDNAやヘムの模型や、最初のMRIや最初のジェットエンジン等がある。入場無料。
- ロンドン交通博物館 - ロンドン
- 帝国戦争博物館 - ロンドン
- 国立鉄道博物館 - ヨーク
- マンチェスター科学産業博物館 - マンチェスター
- イギリス空軍博物館 - ロンドン館とコスフォード館がある。
- ダックスフォード帝国戦争博物館 - ダックスフォード
- オックスフォード大学科学歴史博物館 - オックスフォード

##### スコットランド
- ダイナミックアース - エディンバラ

#### スペイン
- ア・コルーニャ人間科学館 - スペイン・ア・コルーニャ市

#### フランス
- シテ科学産業博物館 -  パリ
- パリ工芸博物館 -  パリ
- ル・ブルジェ航空宇宙博物館 -  パリ
- The Palais de la Découverte -  パリ
- The Musée des Arts et Métiers -  パリ

#### モナコ
- オーシャングラフィック博物館 - モナコ.

#### オランダ
- ミューゼオン - オランダ・ハーグ
- ネモ科学館 - オランダ・アムステルダム
- ハールレムトライラーズ博物館 - オランダ・ハールレム

#### ドイツ
- ドイツ博物館 - ミュンヘン
- ベルリン・ドイツ技術博物館 - ベルリン
- ジンスハイム自動車・技術博物館 - ジンスハイム
- シュパイヤー技術博物館 - シュパイヤー
- ニュルンベルク交通博物館 - ニュルンベルク
- ドレスデン交通博物館 - ドレスデン
- メルセデス・ベンツ博物館 - シュトゥットガルト
- ポルシェ博物館 - シュトゥットガルト
- BMW博物館 - ミュンヘン
- フォルクスワーゲン オートミュージアム - ヴォルフスブルク
- ツェッペリン博物館 - フリードリヒスハーフェン
- グーテンベルク博物館 - マインツ
- スペクトラム(Spectrum) - ベルリン
- ユニバーサリウムサイエンスセンター - ブレーメン
- Phänomenta Flensburg
- Explo - ハイデルベルク
- オデッセウム - ケルン (バウ)
- Phänomenta - ペーネミュンデ
- Phänomenta - テンプリン
- phæno - ヴュルツブルク
- Phänomenta - ルーデンシェード
- Terra phänomenalis seit Juli 2005 im Erlebnispark potts park Minden
- turmdersinne - ニュルンベルク
- Mathematikum - ギーセン

#### スイス
- ルツェルン交通博物館 - ルツェルン

#### オーストリア
- ウィーン産業技術博物館 - ウィーン

#### イタリア
- レオナルド・ダ・ヴィンチ科学技術博物館- ミラノ
- 科学史博物館, フィレンツェ,
ガリレオガリレイの多くの機器が収蔵されている。
- ヴィーニャ・ディ・ヴァッレ空軍歴史博物館- ブラッチャーノ

#### チェコ
- 国立技術博物館- プラハ

#### ノルウェー
- 国立科学技術博物館

#### ロシア
- 工業技術博物館 - モスクワ
- 宇宙飛行士記念博物館 - モスクワ
- 中央軍事博物館 - モスクワ
- モニノ空軍博物館 - モスクワ東部

### 北アメリカ

#### アメリカ合衆国
- アメリカ自然史博物館 - ニューヨーク市
- ボストン科学博物館 - ボストン
- 国立航空宇宙博物館
- シカゴ科学産業博物館
- 国立アメリカ空軍博物館
- 国立海軍航空博物館
- サンディエゴ航空宇宙博物館
- シアトル航空博物館
- イントレピッド海上航空宇宙博物館
- ニューヨーク交通博物館
- アメリカ国立鉄道博物館
- ボルチモア・アンド・オハイオ鉄道博物館
- カリフォルニア州立鉄道博物館
- H. R. MacMillan Space Centre ： バンクーバー, ブリティッシュコロンビア州, カナダ.
- The Exploratorium in San Francisco, California, United States of America.
- The Tech Museum of Innovation in San Jose, California, United States of America.
- The Reuben H. Fleet Science Center in San Diego, California, United States of America
The first science museum to combine interactive exhibits with a planetarium and an OMNIMAX theater.
- The Science Museum of Minnesota in Saint Paul, Minnesota, United States of America.
- The Museum of Science in Boston, Massachusetts, United States of America.
- The Museum of Science and Industry, Chicago, Illinois United States of America.
This museum was formerly known as the Rosenwald Museum and is the sole remaining structure of the World's Columbian Exposition. It is located on Chicago's south lakefront east of the University of Chicago campus. Special exhibits include an operating coal mine, a space museum and Omnimax theatre, a railroad museum and a German World War II submarine. Entrance fee required.
- The Oregon Museum of Science and Industry in Portland, Oregon, United States of America.
- The Franklin Institute in Philadelphia, Pennsylvania, United States of America.

#### カナダ
- The Ontario Science Centre in Toronto, Ontario, Canada.
- Science North and Dynamic Earth in Greater Sudbury, Ontario, Canada.
- The TELUS World of Science ： バンクーバー, ブリティッシュコロンビア州, カナダ
Home to the world's largest OMNIMAX Theatre
- The TELUS World of Science in Calgary, Alberta, Canada
- The TELUS World of Science in Edmonton, Alberta, Canada

### 南アメリカ

#### ブラジル
- The Municipal Museum of Botany (Museu Botânico Municipal) ： クリチバ, パラナ州, ブラジル
One of the largest collections of plants in Brazil and the most important collections of the South Brazilian flora .

### アジア

#### 中華人民共和国

##### 香港
- 香港科学博物館 - 香港

#### シンガポール
- シンガポール科学センター - ジュロンイースト（シンガポール）

#### タイ
- 国立科学館, パトゥム・タニ, タイ

#### イスラエル
- Clore Garden of Science, ワイツマン科学研究所、レホヴォト、イスラエル

#### 日本
- 国立科学博物館 - 東京都台東区上野
- 札幌市青少年科学館 - 北海道札幌市
- 札幌市豊平川さけ科学館 - 北海道札幌市南区
- 旭川市科学館 サイパル - 北海道旭川市
- 川の科学館 - 北海道滝川市
- 岩見沢郷土科学館 - 北海道岩見沢市
- 苫小牧市科学センター - 北海道苫小牧市
- 標津サーモン科学館 - 北海道標津町
- DENZAI環境科学館 - 北海道室蘭市
- 余市宇宙記念館 - 北海道余市町
- 八戸市水産科学館 - 青森県八戸市
- 青森県立三沢航空科学館 - 青森県三沢市
- むつ科学技術館 - 青森県むつ市
- 仙台市科学館 - 宮城県仙台市
- 秋田県立農業科学館 - 秋田県大仙市
- チンクエチェント博物館 - 山形県鶴岡市
- 郡山市ふれあい科学館 - 福島県郡山市
- 日立シビックセンター科学館 - 茨城県日立市
- つくばエキスポセンター - 茨城県つくば市
- 地図と測量の科学館 - 茨城県つくば市
- 埼玉県環境科学国際センター - 埼玉県加須市
- 川口市立科学館 - 埼玉県川口市
- 越谷市科学技術体験センター - 埼玉県越谷市
- 船の科学館 - 東京都品川区東八潮
- MEGAWEB - 東京都江東区青海
- 日本科学未来館 - 東京都江東区青海
- テピア（別称、機械産業記念館） - 東京都港区北青山
- 港区立みなと科学館 - 東京都港区虎ノ門
- 東京理科大学近代科学資料館 - 東京都新宿区神楽坂
- 逓信総合博物館 - 東京都千代田区大手町 （平成25年8月31日閉館。資料の一部は郵政博物館、NTT技術史料館に引き継がれた）
- 科学技術館 - 東京都千代田区北の丸公園
- 地下鉄博物館 - 東京都江戸川区東葛西
- NTTドコモ歴史展示スクエア - 東京都墨田区両国
- ガスの科学館 - 東京都江東区豊洲
- 東京都水の科学館 - 東京都江東区
- 杉並区立科学館 - 東京都杉並区
- 羽田航空宇宙科学館 - 東京都大田区東京国際空港（羽田空港）（計画中）
- 多摩六都科学館 - 東京都西東京市
- 日野オートプラザ - 東京都西東京市
- 東芝未来科学館 - 神奈川県川崎市幸区
- 相模川ふれあい科学館 -  神奈川県相模原市
- 我孫子市鳥の博物館 - 千葉県我孫子市
- 千葉県立現代産業科学館 - 千葉県市川市
- 航空科学博物館 - 千葉県芝山町
- 千葉市科学館（Qiball） - 千葉県千葉市
- 新潟県立自然科学館 - 新潟県新潟市中央区
- 十日町市立里山科学館 越後松之山「森の学校」キョロロ - 新潟県十日町市
- 上越科学館 - 新潟県上越市
- 富山市科学博物館 - 富山県富山市
- 黒部市吉田科学館 - 富山県黒部市
- ひととものづくり科学館 - 石川県小松市
- 日本自動車博物館 - 石川県小松市
- コスモアイル羽咋 - 石川県羽咋市
- 中谷宇吉郎雪の科学館 - 石川県加賀市
- 海洋漁業科学館 - 石川県鳳珠郡能登町
- 山梨県立科学館 - 山梨県甲府市
- 浜松科学館 - 静岡県浜松市
- トヨタ産業技術記念館 - 愛知県名古屋市
- 名古屋市科学館 - 愛知県名古屋市中区
- リニア・鉄道館 - 愛知県名古屋市港区
- でんきの科学館 - 愛知県名古屋市中区
- 名古屋市下水道科学館 - 愛知県名古屋市
- トヨタ博物館 - 愛知県長久手市
- あいち健康の森健康科学総合センター健康科学館 - 愛知県知多郡東浦町
- 半田空の科学館 - 愛知県半田市
- 碧南市青少年海の科学館 - 碧南市
- 生命の海科学館 - 愛知県蒲郡市
- 鳳来寺山自然科学博物館 - 愛知県新城市
- 岐阜市科学館 - 岐阜県岐阜市
- 名和昆虫博物館 - 岐阜県岐阜市
- 岐阜県先端科学技術体験センター（サイエンスワールド） - 岐阜県瑞浪市
- 岐阜かかみがはら航空宇宙博物館 - 岐阜県各務原市
- 太陽電池科学館ソーラーラボ - 岐阜県安八郡安八町
- 尾鷲市立天文科学館 - 三重県尾鷲市
- 大津市科学館 - 滋賀県大津市
- 京都鉄道博物館 - 京都府京都市
- 京都市青少年科学センター - 京都府京都市
- 大阪市立科学館 - 大阪府大阪市中央区
- 大阪科学技術館 - 大阪府大阪市西区
- 大阪市下水道科学館 - 大阪府大阪市此花区
- 防災未来館 - 兵庫県神戸市
- 兵庫県立防災科学館 - 兵庫県神戸市
- 橋の科学館 - 兵庫県神戸市
- 明石市立天文科学館 - 兵庫県明石市
- 加古川総合文化センター「宇宙科学館」 - 兵庫県加古川市
- にしわき経緯度地球科学館 - 兵庫県西脇市
- 赤穂市立海洋科学館 - 兵庫県赤穂市
- 倉敷科学センター - 岡山県倉敷市
- 津山まなびの鉄道館 - 岡山県津山市
- 5-Daysこども文化科学館 - 広島県広島市
- 広島市交通科学館- 広島県広島市
- 広島市江波山気象館 - 広島県広島市
- 健康科学館 - 広島県広島市中区
- 福山自動車時計博物館 - 広島県福山市
- 愛媛県総合科学博物館 - 愛媛県新居浜市
- 高知みらい科学館 - 高知県高知市
- 四国自動車博物館 - 高知県香南市
- マリンワールド海の中道 - 福岡県福岡市東区
- 福岡市科学館 - 福岡県福岡市中央区
- 九州鉄道記念館 - 福岡県北九州市
- 北九州市科学館 - 福岡県北九州市
- 福岡県青少年科学館 - 福岡県久留米市
- 大牟田市石炭産業科学館 - 福岡県大牟田市
- 佐賀県立宇宙科学館 - 佐賀県武雄市
- 長崎市科学館 - 長崎県長崎市
- 熊本市水の科学館 - 熊本県熊本市
- 宮崎科学技術館 - 宮崎県宮崎市
- 鹿児島市立科学館 - 鹿児島県鹿児島市
- 薩摩川内市せんだい宇宙館 - 鹿児島県薩摩川内市

##### 子供科学館
- 釧路市こども遊学館 - 北海道釧路市
- 帯広市児童会館 - 北海道帯広市
- 盛岡市子ども科学館 - 岩手県盛岡市
- フェライト子ども科学館 - 秋田県にかほ市
- 栃木県子ども総合科学館 - 栃木県宇都宮市
- 群馬県生涯学習センター少年科学館 - 群馬県前橋市
- 高崎市少年科学館 - 群馬県高崎市
- 向井千秋記念子ども科学館 - 群馬県館林市
- さいたま市青少年宇宙科学館 - 埼玉県さいたま市
- 板橋区立教育科学館 - 東京都板橋区
- ギャラクシティ - 東京都足立区
- 八王子市こども科学館 - 東京都八王子市
- 横浜こども科学館 - 神奈川県横浜市
- 藤沢市湘南台文化センターこども館 - 神奈川県藤沢市
- 厚木市子ども科学館 - 神奈川県厚木市
- 伊勢原市立子ども科学館 - 神奈川県伊勢原市
- 福井県児童科学館 - 福井県坂井市
- 長野市少年科学センター- 長野県長野市
- 佐久市子ども未来館- 長野県佐久市
- 静岡科学館る・く・る - 静岡県静岡市
- 中津川市子ども科学館 - 岐阜県中津川市
- 津島児童科学館 - 愛知県津島市
- 福知山市児童科学館 - 京都府福知山市
- きっづ光科学館ふぉとん - 京都府木津川市
- 堺市立ビッグバン - 大阪府堺市
- キッズプラザ大阪 - 大阪府大阪市
- 神戸市立青少年科学館 - 兵庫県神戸市
- 伊丹市立こども文化科学館 - 兵庫県伊丹市
- 姫路科学館アトムの館 - 兵庫県姫路市
- 星の子館 - 兵庫県姫路市
- 広島市こども文化科学館 - 広島県広島市
- 和歌山市立こども科学館 - 和歌山県和歌山市
- あすたむらんど徳島子ども科学館 - 徳島県板野町

- 大村市子ども科学館 - 長崎県大村市

##### 閉鎖された科学館
- 小樽市青少年科学技術館 - 北海道
- 釧路市青少年科学館 - 北海道
- 室蘭市青少年科学館 - 北海道（DENZAI環境科学館の前身）
- 余市宇宙記念館 - 北海道 （平成22年に期間営業で再開）
- 交通博物館 - 東京都
- 電気通信科学館 - 東京都千代田区大手町
- 未来科学技術情報館 - 東京都新宿区
- 大涌谷自然科学館 - 神奈川県
- 東芝科学館 - 神奈川県川崎市幸区（東芝未来科学館の前身）
- 人体科学博物館 - 静岡県
- 敦賀きらめきみなと館 - 福井県
- 梅小路蒸気機関車館 - 京都市
- 大阪市立電気科学館 - 大阪市
- 交通科学博物館 - 大阪市
- 神戸市水の科学博物館 - 兵庫県神戸市
- 福岡市立少年科学文化会館 - 福岡県福岡市
- 北九州市立児童文化科学館 - 福岡県北九州市

##### 建設中止になった科学館
- 国立産業技術史博物館 - 大阪府（産業機械2万3000点の資料は一部を除き、全て廃棄された）